# Stéphane Bonsergent
Stéphane Bonsergent (Sainte-Gemmes-d'Andigné, 3 september 1977) is een voormalig Frans wielrenner. Hij beëindigde zijn profcarrière in 2011 bij Bretagne-Schuller. 

## Overwinningen
2004
- Univest GP
- Eindklassement Circuit des Plages Vendéennes

2005
- 1e etappe Ronde van Normandië
- 4e etappe Ruban Granitier Breton
- 4e etappe Boucles de la Mayenne

2006
- 4e etappe Ronde van Burkina Faso
- 9e etappe Ronde van Burkina Faso

2008
- 2e etappe Ronde van Gabon
- Bergklassement Ronde van Gabon

## Resultaten in voornaamste wedstrijden
| Jaar | Parijs-Roubaix |
| ---- | -------------- |
| 2011 | 104e           |

Bonsergent · Dalibard · Delpech · Duret · Guilbert · Hervé · Le Lay · Lelarge · Petilleau · Pivois · Poilvet · Zieliński
Bonsergent · Dalibard · Delpech · Duret · Gautier · Guilbert · Le Floch · Le Lay · Lelarge · Petilleau · Pivois · Zieliński
Bonsergent · Dalibard · Delpech · Duret · Gautier · Le Floch · Le Lay (tot 29/07) · Lebreton · Lelarge · Pivois · Poilvet · Rault · Zieliński · Jouanno (stagiair) · Malacarne (stagiair)
Bideau · Bonsergent · Champion · Dalibard · Delpech · Duret · Hartmann · Jégou · Jouanno · Le Bon · Lebreton · Lelarge · Malacarne · Monnerais · Pivois · Rault · Halleguen (stagiair)
Bideau · Bonsergent · Delpech · Duret · Gonzalo · Guillou · Halleguen · Hardy · Jégou · Jouanno · Le Bon · Lelarge · Malacarne · Pichon · Vachon
Berthou · Bideau · Blot · Bonsergent · Calzati · Delpech · Dion · Duret · Fonseca · Guillou · Halleguen · Hardy · Le Bon · Malacarne · Pichon · Vachon · Barguil (stagiair) · Mallegol (stagiair)